# Österreichische Offiziersgesellschaft
Die Österreichische Offiziersgesellschaft (ÖOG) wurde am 26. Jänner 1960 als Verein gegründet. Sie ist der Dachverband von neun Landes-Offiziersgesellschaften. Deren Mitglieder sind sowohl Berufs- als auch Miliz- und Reserveoffiziere.

## Selbstverständnis
Die ÖOG definiert sich als „sicherheitspolitisches Gewissen der Republik Österreich“ und sieht ihre Aufgabe unter anderem darin, „einerseits als Mittler zwischen Militär- und Sicherheitsexperten und Laien und andererseits als das mahnende Gewissen bei Entwicklungen, die sich nicht mit dem Verständnis der Mitglieder der OG decken“, zu fungieren. Die ÖOG gibt auch eine eigene Zeitschrift, „Der Offizier“, heraus.
Seit Österreichs Beitritt zur „Partnership for Peace“ (PfP) im Jahr 1995 ist die ÖOG Mitglied der Confédération Interalliée des Officiers de Réserve (CIOR). Im Jahr 2015 war die ÖOG maßgeblich an der Gründung der „Plattform Wehrhaftes Österreich, Dachverband der wehrpolitischen Vereine Österreichs“ beteiligt.
Im Rahmen eines militärischen Festakts am 24. November 2023 überreichte Verteidigungsministerin Klaudia Tanner dem Präsidenten der ÖOG, Brigadier Erich Cibulka, die Auszeichnung als „Partner des Bundesheeres“.

## Vorläufer und Sitz
Als Vorläufer der ÖOG gilt einerseits der 1868 gegründete Militärwissenschaftliche Kasinoverein, welchem mit allerhöchster Entscheidung vom 16./18. Juni 1910 ein uneingeschränktes und unverzichtbares Nutzungsrecht am Militärkasino, dem Palais Erzherzog Ludwig Viktor, am Schwarzenbergplatz 1 in Wien eingeräumt wurde. Nach dem Ersten Weltkrieg gingen jedoch die Eigentumsrechte auf die Republik Österreich über, worüber ein Rechtsstreit entbrannte. Der Kasinoverein wurde am 19. Juni 1939 aufgelöst.
Andererseits war auch die 1918 gegründete Österreichische Offiziersvereinigung im Militärkasino ansässig und setzte sich gemeinsam mit dem Kasinoverein für eine Rückgabe des Palais an die Offiziere ein. Die Offiziersvereinigung wurde am 12. August 1938 aufgelöst. Nach dem Zweiten Weltkrieg wurde die Bedeutung der Räumlichkeiten erkannt und das noch vorhandene Inventar (vor allem der Bibliothek) vom bestellten Liquidator an die ÖOG übertragen. Am 30. März 1960 wurde die ÖOG per Ministerratsbeschluss als Rechtsnachfolger der Österreichischen Offiziersvereinigung anerkannt.
Das Palais Erzherzog Ludwig Viktor ist als Militärkasino weiterhin der Sitz der Österreichischen Offiziersgesellschaft.
Seit 1953 hat auch der Verein Alt-Neustadt, die Absolventenvereinigung der Theresianischen Militärakademie, ihren Sitz im Militärkasino. Die ÖOG und die Theresianische Militärakademie begründeten als Zeichen der Verbundenheit am 14. Dezember 2020 eine formelle Partnerschaft.

## Gründung und Präsidenten
Ab 1956 begannen die Vorbereitungen zur Gründung von Landesoffiziersgesellschaften und einer Österreichischen Offiziersgesellschaft als Dachverband. Am 26. November 1957 wird mit Erl.Zl. 71.143-Präs/I/57 die Förderung und Unterstützung der Offiziersgesellschaften vom BMLV angeordnet. Am 15. April 1959 erfolgt die Anzeige beim Bundesministerium für Inneres, Generaldirektion für die öffentliche Sicherheit, betreffend die Gründung der Offiziersgesellschaft Wien und der Österreichischen Offiziersgesellschaft. Die Nichtuntersagung der Bildung des Vereins wird am 16. Mai 1959 mitgeteilt. Verteidigungsminister Ferdinand Graf erklärt per Erlass Zl. 45.707-Präs/I/59 vom 12. Juni 1959 deren Bedeutung: Der ÖOG sowie deren Landesoffiziersgesellschaften fällt gem. ihren Statuten im Sinne der Vertiefung des Wehrgedankens und der Festigung der österr. Landesverteidigung eine wesentliche Aufgabe zu. Es muss daher auch Aufgabe des BMLV und der nachgeordneten Kommanden sein, die Tätigkeit dieser Offiziersgesellschaften zu fördern und in solche Bahnen zu lenken, dass sie die in ihren Statuten festgelegten Ziele erreichen können. Das BMLV wird mit dem Präsidenten der ÖOG enge Fühlung halten. Ebenso wird von den Gruppenbefehlshabern und Brigadekommandanten sowie dem Kommandanten der Militärakademie erwartet, dass sie mit den in ihrem Bereich konstituierten Offiziersgesellschaften im Rahmen der vom BMLV gegebenen Richtlinien ständig Verbindung halten werden.
Bei der konstituierenden Sitzung am 26. Jänner 1960 wird General der Artillerie Emil Liebitzky – als Begründer der B-Gendarmerie und (bis Ende 1957) Leiter der Sektion I im BMLV ein Gründungsvater des Bundesheers – zum 1. Präsidenten gewählt. Die Präsidentschaft endet mit seinem Tod am 12. April 1961. Interimistisch führt der 1. Generaltruppeninspektor des Bundesheers, General Erwin Fussenegger, die Geschäfte bis zur Neuwahl am 9. Dezember 1961, bei der Alexander Toldt, zuvor als Kabinettsdirektor in der Präsidentschaftskanzlei tätig, zum 2. Präsidenten gewählt wird.
Aktuell steht seit dem 9. November 2013 Brigadier Erich Cibulka der ÖOG als 9. Präsident vor.

## Kontroversen zu Wehrpflicht und Verteidigungsbudget (2011–2016)
Im Jänner 2011 kam es zu einem Konflikt zwischen der ÖOG und Verteidigungsminister Norbert Darabos wegen der von ihm geplanten Abschaffung der Wehrpflicht und der rechtswidrigen Abberufung des Generalstabschefs, General Edmund Entacher. Eine Rücktrittsaufforderung beantwortete er mit einer Aussage bei einer Pressekonferenz, in der er die Bedeutung des „Vereins“ mit der des SC Kroatisch Minihof gleich setzte.
Im Mai 2011 wurde zuerst Christian Segur-Cabanac als Verbindungsperson vom Verteidigungsministerium abgezogen und in der Folge wurde auch die Subvention (zuletzt 5.500 Euro jährlich) vom Ministerium gestrichen, während die Unteroffiziersgesellschaft diese weiter erhielt. Ein Zusammenhang mit dem Konflikt wurde aber seitens des Ministeriums bestritten.
Nach der Volksbefragung zur Wehrpflicht am 20. Jänner 2013 wurde Gerald Klug als neuer Verteidigungsminister angelobt, mit dem sich der Umgangston wieder normalisierte. Allerdings setzte sich die ÖOG weiterhin dafür ein, dass die Verfassungsvorgaben für das Österreichische Bundesheer, die Ziele der Österreichische Sicherheitsstrategie vom Juli 2013 und der klare Mehrheitsentscheid der Bevölkerung bei der Volksbefragung zur Wehrpflicht in Österreich 2013 umgesetzt werden. Deshalb kritisierte sie, dass durch den Sparkurs der vergangenen Jahre die Einsatzbereitschaft des Bundesheeres nicht mehr ausreichend gegeben sei, das gesetzlich verankerte Milizsystem ausgehungert werde und gesetzliche Möglichkeiten zur Nachwuchsgewinnung (§ 21 Abs. 3 Wehrgesetz) nicht genützt würden. Daher wurde das im Oktober 2014 vorgestellte „Strukturpaket ÖBH 2018“ heftig kritisiert. Dieser Kritik schloss sich der Nationalrat am 26. November 2015 mit einem einstimmigen Entschließungsantrag an, in dem Verteidigungsminister Klug aufgefordert wurde, sein Sparpaket zu überdenken.
Konsequenterweise forderte die ÖOG vom am 26. Jänner 2016 angelobten Minister Hans Peter Doskozil eine Trendumkehr und sagte ihre Unterstützung für eine bessere Budget-Ausstattung zu. Die wiederholten Forderungen und 45.000 Unterschriften bei einer Bürgerinitiative gegen die Bundesheer-Zerstörung zeigten insofern Erfolg, als für die Jahre 2016–2020 eine Erhöhung des BH-Budgets um 1,3 Mrd. Euro beschlossen wurde.